# Батлер, Чарльз (художник)
Чарльз Эрнест Батлер (англ. Charles Ernest Butler; 1864, Ст. Леонардс, Гастингс, Восточный Сассекс, Англия — 1918 или 1933) — английский художник, который специализировался на создании картин на аллегорические и мифологические сюжеты, портретист, жанрист и пейзажист.

## Биография
Художественное образование получил в школе искусств St John’s Wood School и Королевской академии художеств.
В 1889—1918 годах выставлял свои работы в Королевской Академии.
Наиболее известными картинами Батлера являются «Эпизод Всемирного потопа» (1890), «Святая Тена» (1893) и «Король Артур» (1903 год).

## Галерея

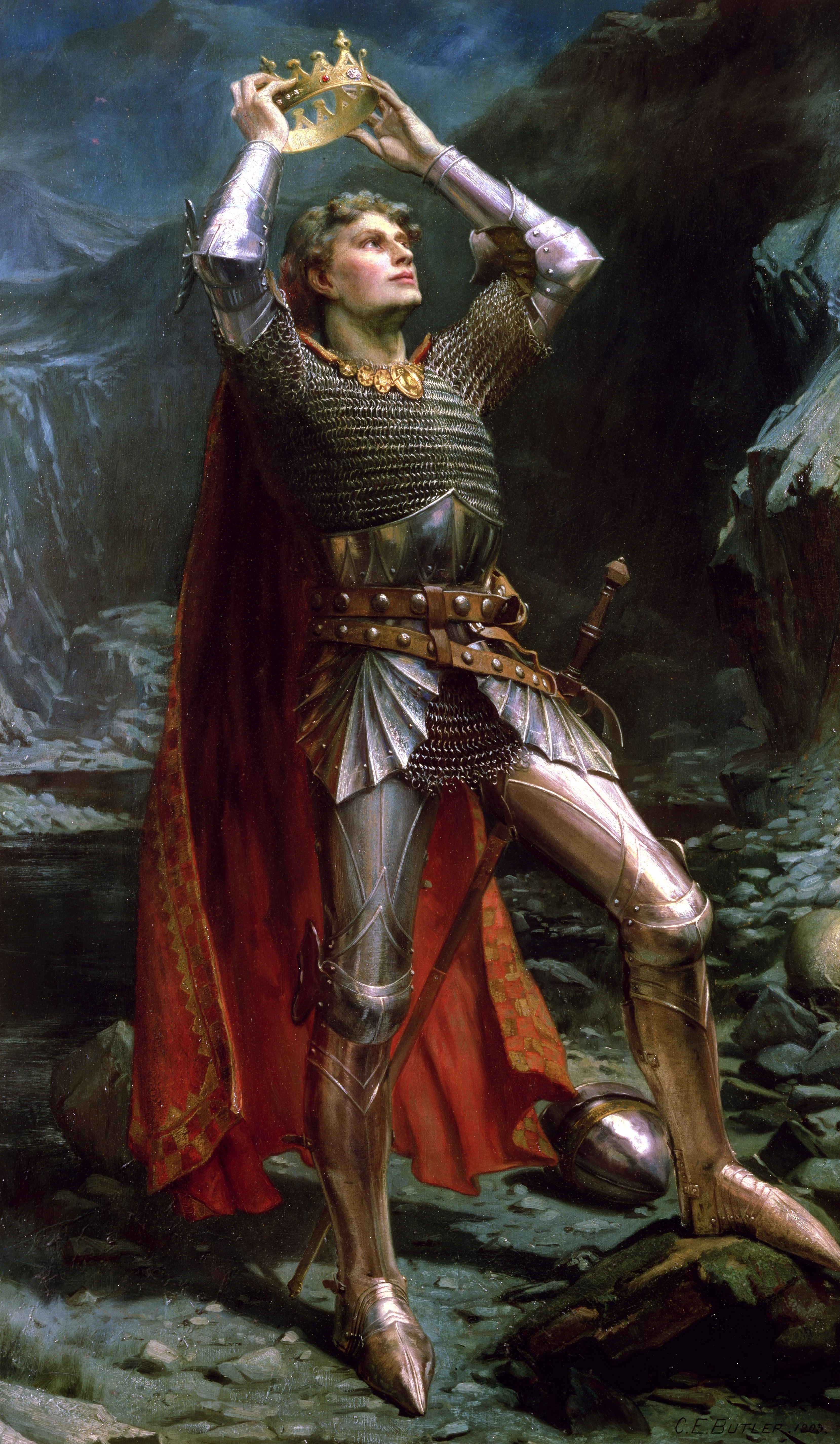
«Король Артур» (1903)
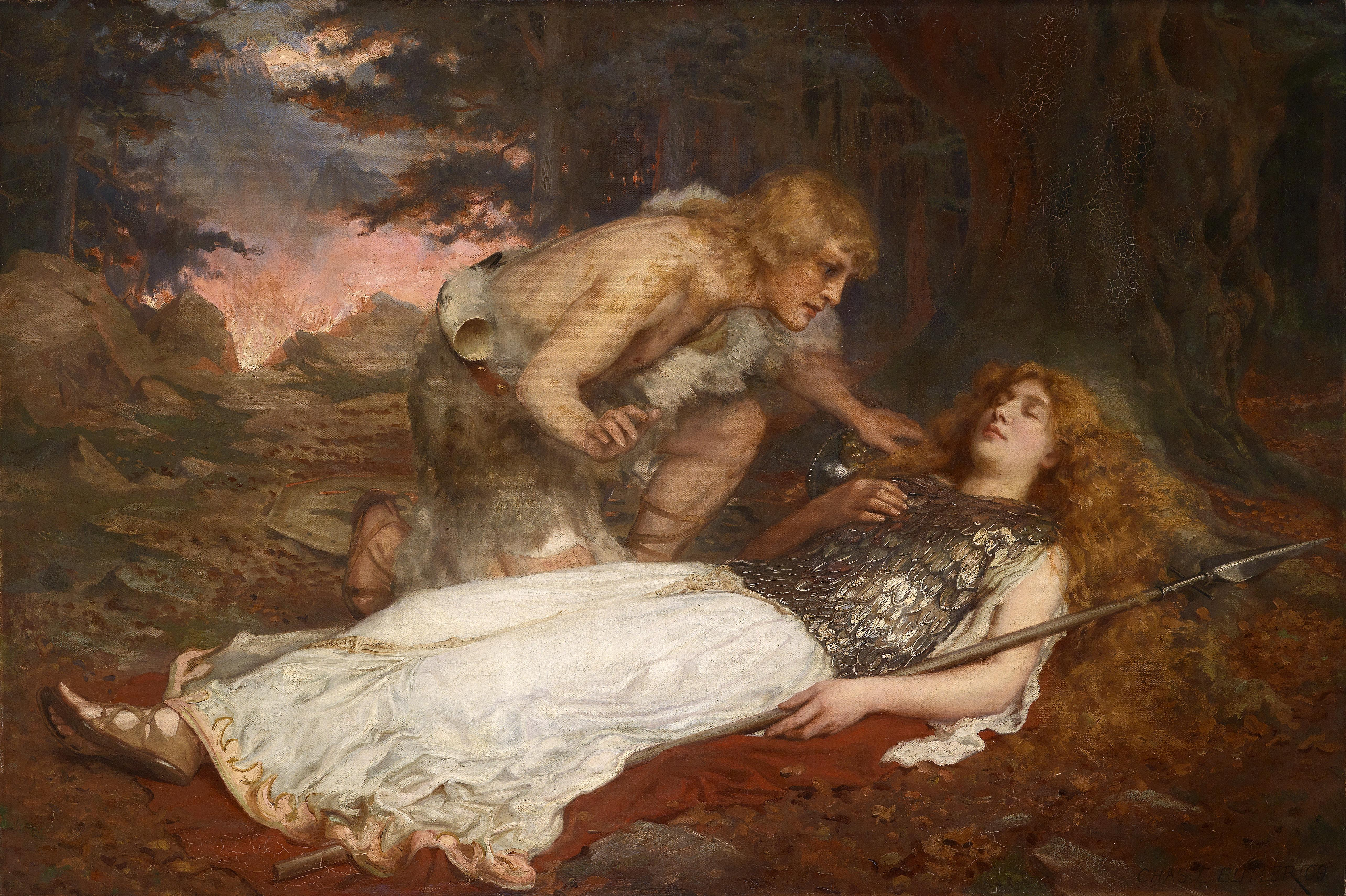
«Зигфрид и Брюнхильда» (1909)
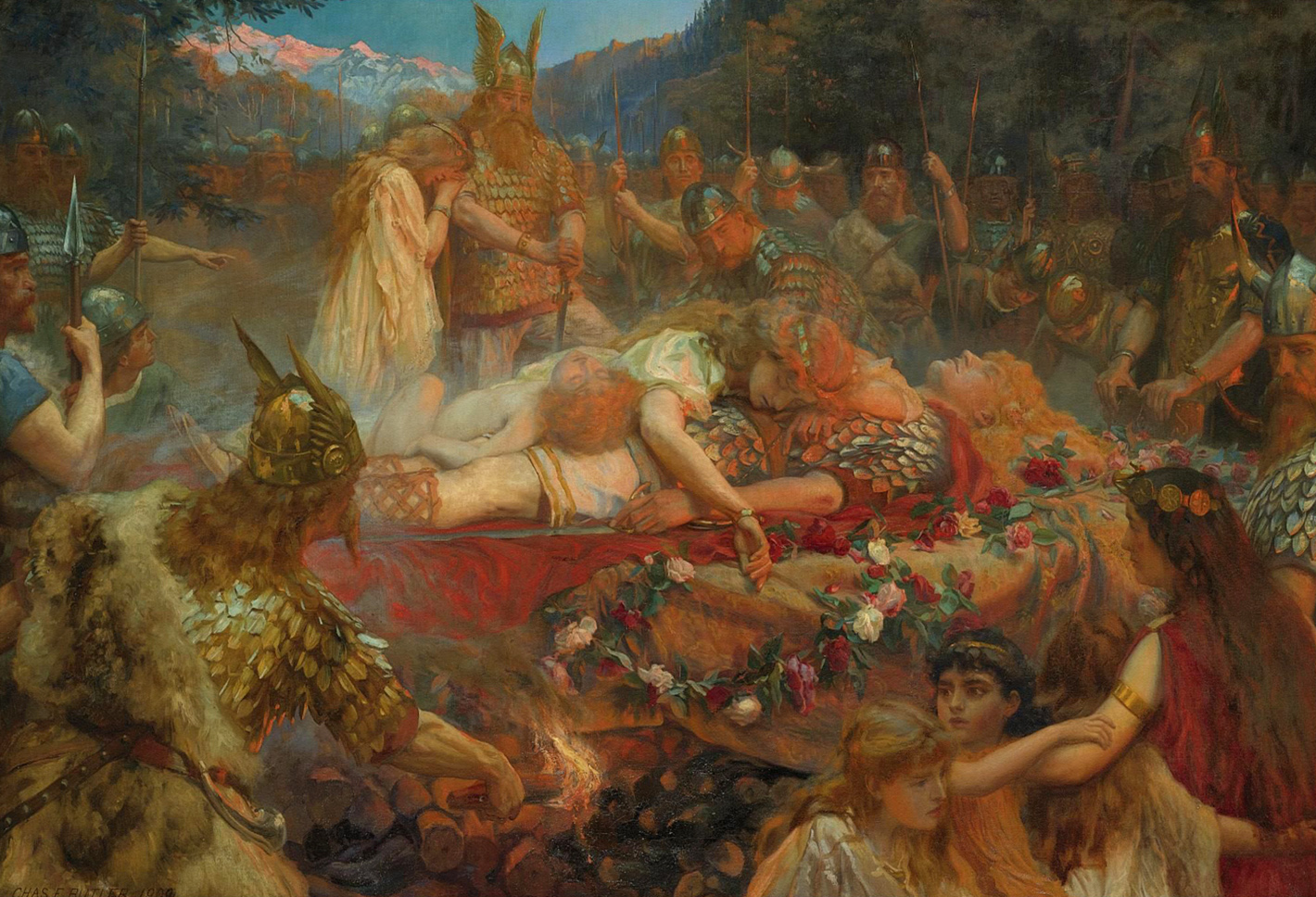
«Похороны викинга» (1909)
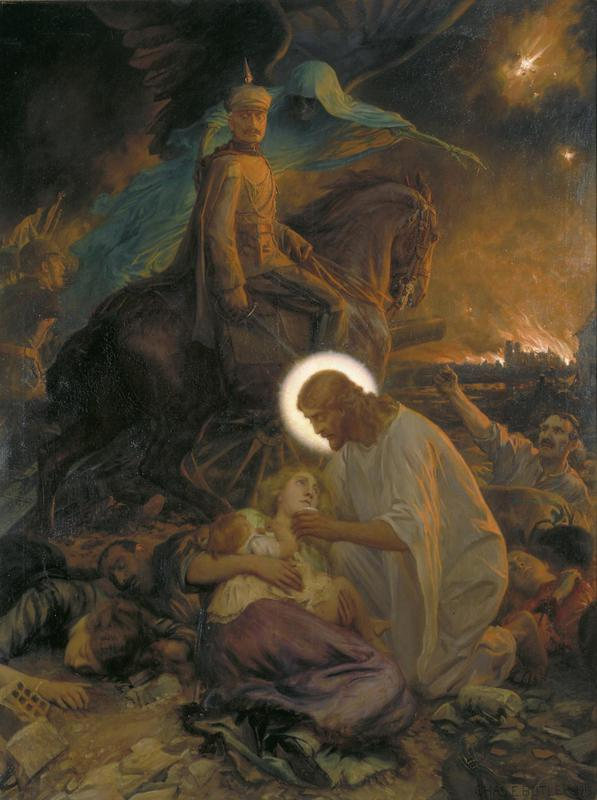
«Кровь и железо» (1916) - на тему Первой мировой войны.
«Британия и её союзники» (1920)
«Закат при отливе» (1933)